# Scaramouche (película de 1923)
Scaramouche (1923) es una película muda de capa y espada basada en la novela Scaramouche de Rafael Sabatini, dirigida por Rex Ingram, distribuida por Metro Pictures y con Ramón Novarro, Alice Terry, Lewis Stone y Lloyd Ingraham como protagonistas.
La película de Scaramouche pasó a ser de dominio público en los Estados Unidos el 1 de enero de 2019.

## Trama
André-Louis Moreau (Ramón Novarro) está enamorado de Aline de Kercadiou (Alice Terry), la sobrina de su padrino, Quintín de Kercadiou (Lloyd Ingraham), así como ella de él. Sin embargo, Quintín preferiría casarla con el marqués de la Tour d'Azyr (Lewis Stone), un noble de mediana edad, en lugar de casarla con alguien que no sabe siquiera quiénes son sus padres.
Un día, el experto espadachín de la Tour mata en un duelo al amigo de André, Philippe de Vilmorin, tras haber jugado con él durante el combate. André busca al teniente del rey para pedirle justicia. Sin embargo, cuando el funcionario se entera de quién es el acusado, ordena de inmediato el arresto de André. En consecuencia, André escapa.
Entretanto, Francia se acerca al comienzo de la revolución. Cuando un orador a favor de la libertad y la igualdad es abatido por un soldado, de manera temeraria André toma su lugar y se mantiene imperturbable cuando le roza una bala. Cuando los dragones son llamados a dispersar la multitud, un admirador de nombre Chapelier le ayuda a André a escapar.
Se une entonces a una compañía de teatro itinerante dirigida por Challefau Binet (James A. Marcus). André les escribe mejores guiones para que los actúen, que se hacen muy exitosas, llegando eventualmente a actuar en un teatro en París. Allí, André se compromete con la hija de Binet, Climène (Edith Allen).
Sin embargo, Aline y de la Tour asisten a una función de su última obra, y ella y André se ven. Aline le busca, pero André no desea renovar la relación. De la Tour, a pesar de amar a Aline, no puede evitar coquetear con Climène. Por casualidad, Aline y la condesa de Plougastel (Julia Swayne Gordon), con quien se está quedando, lo ven en un carruaje con Climène. Aline le dice a De la Tour que no quiere volver a verlo nunca más. De la Tour entonces chantajea a la condesa para que lo ayude, recordándole un incidente de su pasado.
Mientras tanto, en la Asamblea Nacional, incapaces de responder con las palabras de manera eficaz a los delegados reformistas, los aristócratas recurren a duelos para así eliminar a sus principales oponentes. El principal de los duelistas es de la Tour. Desesperados, Danton y Chapelier convencen a André para responder al desafío. Su primera víctima es el Chevalier de Chabrillone (William Humphrey). Finalmente, consigue lo que anhela: un duelo con De la Tour. Consigue desarmar a su enemigo y luego le permite tomar su espada. Cuando André hiere al noble en el brazo con que maneja su espada, de la Tour se rinde.
Cuando llega a París la noticia de que austríacos y prusianos han invadido Francia en apoyo del asediado rey Luis XVI, estalla la Revolución Francesa. En medio de la lucha, de la Tour se ve abrumado y es dado por muerto. Cuando revive, se dirige tambaleando hasta la residencia de la condesa. André también se dirige allí, para rescatar a su amada y a su propia madre, la condesa (cuya identidad le ha sido revelada por Kercadiou), armado con un pasaporte firmado por Danton en el que se le autoriza a hacer lo que quiera. Cuando los dos enemigos acérrimos se encuentran, de la Tour le exige el pasaporte. André se niega, a lo cual de la Tour saca una pistola. La condesa se arroja frente a De la Tour, para revelar que este es en realidad el padre de André. Los dos hombres se reconcilian a regañadientes. Cuando de la Tour se alista a marcharse, André le ofrece su espada. Armado con ella, de la Tour se enfrenta a los alborotadores en la calle y muere.
André sienta a las dos mujeres en un carruaje cubierto. En las puertas de París, un hombre nota a los aristócratas que van en el interior y exige que los entreguen a la muchedumbre. Moreau les suplica que los dejen ir por su bien. La multitud responde con un sentimentalismo extravagante y el trío logra salir de París.

## Reparto
- Lloyd Ingraham como Quintín de Kercadiou
- Alice Terry como Aline de Kercadiou, su sobrina
- Ramón Novarro como André-Louis Moreau, su ahijado
- Lewis Stone como el marqués de la Tour d'Azyr
- Julia Swayne Gordon como La condesa [Thérèse] de Plougastel
- William Humphrey como el Chevalier de Chabrillone
- Otto Matieson como Philippe de Vilmorin
- George Siegmann como Danton
- Bowditch M. Turner como Chapelier
- James Marcus como [Challefau] Binet
- Edith Allen como Climène Binet
- John George como Polichinelle
- Willard Lee Hall como el teniente del rey
- Rose Dione como La Révolte

Reparto que no aparece en los créditos:
- Edwin Argus como el rey Luis XVI
- J. Edwin Brown como Monsieur Benoit
- Louise Carver como miembro del público de teatro
- Edward Connelly como ministro del Rey

## Producción
Scaramouche fue una producción elaborada y difícil de manejar que sufrió retrasos y sobrecostos. Ingram se había hecho con los derechos de la novela de Sabatini en septiembre de 1922 y trabajó en el proyecto durante siete meses antes de que empezara la filmación. Se construyeron grandes sets al aire libre, para representar al París del siglo XVIII, tanto en el área del metro como en un lugar separado en el Valle de San Fernando, y participaron 1.500 extras. Una secuencia experimental en se filmó en Technicolor, que fue pagada por la compañía Technicolor. La secuencia resultó insatisfactoria y finalmente se descartó.

## Lanzamiento
Scaramouche recibió una prestigiosa gira de lanzamiento de 22 paradas tras completarse en 1924. A pesar del gran presupuesto de la película, la película fue un éxito financiero en los Estados Unidos y batió los récords de taquilla en París y Londres.

## DVD
Desde el 24 de marzo de 2009, está disponible en DVD en la colección de Warner Archive Collection.